# 아시안 게임 필리핀 선수단
아시안 게임 필리핀 선수단은 필리핀 대표로 아시안 게임에 참가하는 선수단이다. 1951년 뉴델리 아시안 게임이 참가한 것이 처음이다. 

## 같이 보기
- 올림픽 필리핀 선수단